# Malú
María Lucía Sánchez Benítez (Madrid, 15 de marzo de 1982), conocida artísticamente como Malú, es una cantante y compositora española.
La artista ha sido considerada una de las voces más importantes de la música española. Poseedora de una sólida trayectoria, ha vendido más de dos millones y medio de discos a lo largo de su carrera. Cuenta con reconocimientos como la Medalla de Andalucía por «toda una carrera» concedida en 2015, el Premio Ondas a «mejor artista del año» obtenido en 2014 o dos nominaciones a los Grammy Latinos, una de ellas en 2011 en la categoría al «mejor álbum vocal pop femenino». En 2014, se convirtió en la primera artista femenina en conseguir llenar el Palacio de los Deportes de Madrid hasta en cuatro ocasiones en una misma gira y la única en revalidar este hito dos años después.
Lleva desde 1998 en los escenarios, con trece discos de estudio, cinco discos recopilatorios, dos discos en directo y un documental. A lo largo de su carrera profesional, ha obtenido diecinueve discos de platino y cinco discos de oro solamente en álbumes. Asimismo, es una de las artistas españolas con más galardones y nominaciones a nivel nacional e internacional con dieciséis Premios Dial (siendo la artista más premiada en su historia), cinco Premios 40 Principales, seis nominaciones a los World Music Awards y cuatro Premios Cadena 100, entre otros.
Participó como asesora en el programa La Voz (Telecinco), donde fue ganadora en la segunda y cuarta edición con David Barrul e Irene Caruncho respectivamente. Formó parte del jurado de La voz Kids (España) resultando ganadora con María Parrado. Fuera de su carrera, ha sido una destacada patrocinadora de marcas y ha apoyado a distintas asociaciones benéficas en contra del cáncer, el maltrato animal o el abuso contra el medio ambiente.

## Biografía

### Primeros años
María Lucía Sánchez Benítez nació el 15 de marzo de 1982 en Madrid, aunque sus primeros años de vida los pasó entre Sevilla y Algeciras. Es hija del cantante Pepe de Lucía y sobrina del guitarrista Paco de Lucía. Su madre, Pepi Benítez, llegó a ser número uno en los 40 Principales con el grupo Arena Caliente en 1972. Desde su infancia, estuvo rodeada de música en su seno familiar, en el que era habitual la presencia de figuras como Camarón de la Isla, Lola Flores o Alejandro Sanz. El apodo de Malú le fue otorgado por su tía Reyes cuando contaba con solo dos días de vida, porque según su opinión el nombre María Lucía era «muy largo para una cosa tan chica».
De pequeña, Malú escuchaba a grandes divas de la música como Celine Dion, Mariah Carey y Whitney Houston, pero también disfrutaba con los discos de rock de la década de los años 80 de su hermano, como AC/DC o Metallica. Referencias que en un futuro tendrán reflejo en su música, enmarcada dentro del pop, con grandes baladas, que bebe de las raíces flamencas de su familia y de esa influencia del rock que se percibe en el directo de sus conciertos.

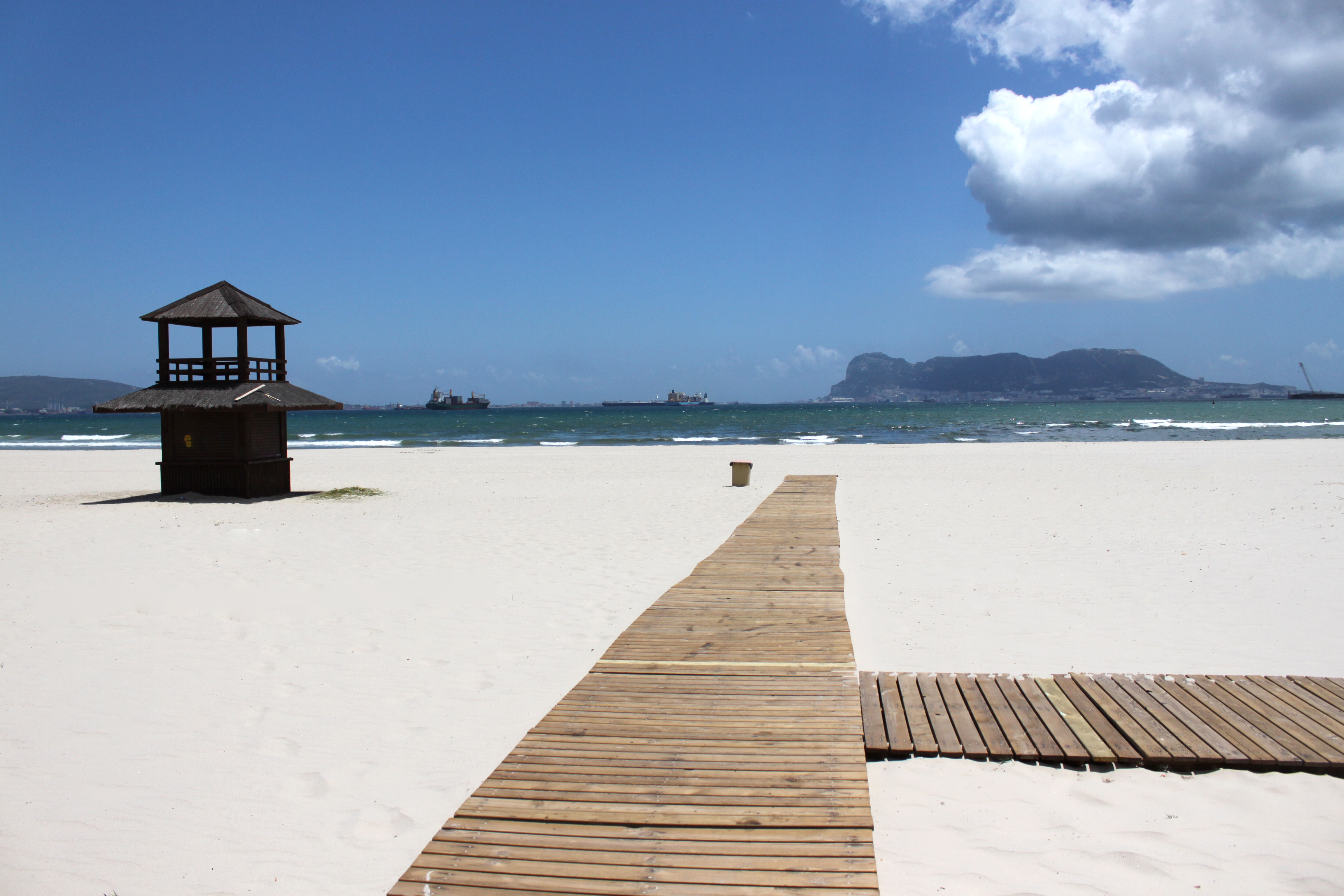
Playa de El Rinconcillo (Algeciras)

Su primera intervención en televisión, con tan solo diez años de edad, aconteció el 30 de julio de 1992, cuando apareció acompañando a su padre Pepe de Lucía en el programa Jacaranda de Canal Sur. En el espacio televisivo, confesó a la presentadora pasar los días en el mar, debido a que los veranos de su infancia estuvieron ligados a la playa de El Rinconcillo de Algeciras, a la que le uniría un apego sentimental a lo largo de los años.
Acerca de su etapa escolar, no se caracterizó por ser una buena estudiante; intentó entrar en el coro del colegio, pero el profesor de música le dijo que no tenía voz para ello. «Al primero que le llevé mi primer disco fue a él», declaró. Amante de los animales, otra de sus pasiones era la hípica. Se apuntó a concursos nacionales y llegó a participar en el Príncipe de Asturias. Su caballo, Fungor Star, finalmente se tuvo que vender.

### 1998:Aprendiz
Su carrera musical comenzó a los quince años cuando en una fiesta familiar flamenca el productor Jesús Yanes la escuchó cantar. Tras ello, el productor decidió plantearle grabar una maqueta para presentarla a la discográfica independiente Pep's Records. Malú aceptó con la simple idea de excusarse de ir a clase, sin tener grandes expectativas en el mundo de la música. Tras firmar su primer contrato discográfico, comenzó a grabar su primer disco entre los meses de enero y febrero de 1998. Pese a la insistencia de su entorno, se negó a utilizar artísticamente el apellido de su familia, ya que quería darse a conocer por sí misma. «Me parecía feo, por mi parte, otorgarme un apellido que a mí no me correspondía», aseguró.
El álbum debut fue titulado Aprendiz, salió a la venta el 11 de marzo de 1998 y contó con la producción de Yanes y Alfonso Pérez, así como con composiciones de Alejandro Sanz y Pedro Guerra. Malú es consciente que su vida cambió para siempre pocos días después cuando en una curva, en mitad de un trayecto en automóvil junto a su madre, descubrieron sorprendidas que la canción «Aprendiz» estaba sonando en una emisora de radio cuando creían en un principio escuchar un casete que portaban con la maqueta. El álbum entró en la lista oficial de ventas de AFYVE, en la que se mantuvo durante más de sesenta semanas consecutivas. Alcanzó el triple disco de platino, con más de 300 000 copias vendidas. El primer sencillo extraído fue «Aprendiz», posteriormente se publicaron «Donde quiera que estés», «Como una flor», «Lucharé» y «Si tú me dejas». Aprendiz le reportó ese mismo año el galardón a «mejor artista revelación» en los Premios Amigo otorgados por la SGAE y una nominación en la categoría «mejor artista femenina» en los mismos premios. También supuso su primer Premio Dial, lo que la convirtió en la artista más joven en obtener el reconocimiento.
Finalizando el año, se embarcó en su primera gira titulada Aprendiz. Su debut en directo se produjo en el Auditorio de la Cartuja de Sevilla, pero el concierto más multitudinario del tour tuvo lugar en el Festival Son Latinos, convocado en la Playa de Las Vistas de Tenerife. Ante una multitud de 200 000 personas, se celebró un concierto de doce horas, donde además de la propia Malú, se incluían nombres como Pedro Guerra o Hevia dentro de la programación. La gira también supuso su primera incursión en Latinoamérica. Las promociones eran tan largas que la cantante confirmó en su momento haber gastado medio millón de pesetas en facturas de teléfono en solo un mes porque echaba de menos a su familia. Debido al éxito de su primer álbum, firmó un contrato con Walt Disney Records para interpretar la canción «Mi reflejo», tema principal de la banda sonora de la película de animación Mulán.

### 1999-2002:CambiarásyEsta vez
El 15 de noviembre de 1999, lanzó su segundo álbum de estudio, Cambiarás, que volvió a contar con la dirección musical de Jesús Yanes y Alfonso Pérez. Según la artista, la diferencia esencial del proyecto en comparativa al anterior era la voz: «Tengo una voz mucho más madura. Ha sido una gira muy larga, que me ha dado mucha más madurez en la voz a la hora de cantar, me ha dado muchas tablas», declaró. El álbum se puso a la venta mientras ella todavía se encontraba de gira con Aprendiz por Latinoamérica, pero aun así, debutó en la decimotercera posición de los discos más vendidos del país. Permaneció doce semanas en las listas AFYVE entre los cincuenta más vendidos y sus ventas globales superaron las 150 000 copias. Fue certificado disco de platino en España. El sencillo principal del proyecto fue la balada «Duele», promocionándose además otros como «Cambiarás», «Sin caminos» o «Poema de mi corazón». El disco incluye una versión del tema «Y si fuera ella» de Alejandro Sanz, que un año antes había cantado Malú en directo en el programa de televisión Séptimo de caballería de RTVE. Interpretó el tema de apertura de la telenovela mexicana El niño que vino del mar, titulado igual que la novela. Posteriormente, participó en la grabación del disco Tatuaje, un disco que rendía homenaje a la copla junto a otros artistas como Rosario Flores, Marta Sánchez y Joaquín Sabina. Malú puso voz a un clásico de la copla española: «A tu vera».
Con dieciocho años, firmó con la multinacional Sony Music, aunque el logo de su antigua discográfica seguiría apareciendo durante un tiempo después en sus discos. Fue con esta nueva discográfica con la que se trasladó a Miami para grabar su tercer álbum de estudio, Esta vez, que contó con Estéfano y Rene L.Toledo en la producción y con varios colaboradores como el cantante Antonio Carmona, Teo Cardalda o el propio Estéfano, entre otros, en la composición. El disco, integrado por doce pistas musicales con sonidos más latinos, vio la luz el 14 de mayo de 2001 y se estrenó en la cuarta posición entre los cincuenta discos más vendidos, su mejor número hasta el momento. Se mantuvo treinta y ocho semanas en lista y despachó 250 000 copias, por lo que recibió un doble disco de platino en España. Contó con temas como «Sin ti todo anda mal», «Ven a pervertirme», «Toda» y «Me quedó grande tu amor». De manera inesperada, la bailable «Toda» se convirtió en una de las canciones más exitosas del año y supuso su primer número uno en la lista de LOS40. Para la promoción del disco, realizó una gran gira de conciertos y presentaciones por España y América.

### 2003-2004:Otra pielyPor una vez
Se trasladó a Miami y México para la grabación de su cuarto álbum de estudio, Otra piel, que fue lanzado al mercado español el 30 de junio de 2003 con «No me extraña nada» como sencillo de presentación. «Hechicera», pieza con sonidos arábigos en la que se había pensado en un primer momento como tema inaugural, fue descartada por la compañía discográfica debido a que Marcos Llunas acababa de lanzar un sencillo con el mismo título. Otra piel incluía temas como «Enamorada», «Inevitable» o «Devuélveme la vida» con Antonio Orozco. En este disco, contó con la colaboración de compositores como David DeMaría, David Santisteban y Amary Gutiérrez. Pese a no contar con el respaldo de ningún vídeo musical, el álbum debutó en la posición decimoprimera de los cincuenta discos más vendidos del país y en sus dieciocho semanas en lista logró alzarse con el disco de oro en España, al vender en total 80 000 copias. En este trabajo, Malú siguió adentrándose hacia nuevos sonidos más electrónicos para darle otra faceta diferente a su carrera aunque sin olvidarse de sus baladas desgarradoras, introduciendo más estilos. Participó en el DVD Ellas & Magia de Disney, interpretando la canción de La Cenicienta, «Llegó el amor».
El 3 de febrero de 2004, grabó en la sala Pachá de Madrid su primer álbum en directo que posteriormente fue publicado en formato CD+DVD: Por una vez. Se trató de un concierto en vivo que contenía todos los éxitos de la cantante hasta la fecha y cuatro temas inéditos: «Jugar con fuego», «Malas tentaciones», «Baila» y «Por una vez». Este proyecto contó con la colaboración de artistas como Alejandro Sanz, Antonio Orozco o David DeMaría. También estuvo presente en el escenario su padre Pepe de Lucía y participó su tío Paco de Lucía. El disco salió a la venta el 19 de abril de 2004 junto al DVD, el cual incluía toda la actuación de aquella noche, así como otros vídeos, fotografías inéditas y extras. Las siguientes ediciones únicamente incluyeron el disco. Consiguió colocarse entre los cincuenta álbumes más vendidos del 2004 y fue certificado disco de oro en España.

### 2005-2008:MalúyDesafío
En abril de 2005, publicó Malú, su quinto álbum de estudio, producido por Mauri Stern y Graeme Pleeth y grabado entre Madrid y Londres. En este trabajo, se implicó por primera vez en la producción de un disco y se dotó con cierto aire más flamenco a algunos de los temas. Del proyecto musical fueron publicados sencillos como «Diles», «Te conozco desde siempre» o «Sabes bien». El vídeo musical de su primer sencillo, «Diles», fue rodado íntegramente en la localidad almeriense de Mojácar. El Ayuntamiento de Mojácar galardonó con la distinción Índalo de Oro 2006 a Malú en agradecimiento por la promoción turística que había supuesto dicho rodaje. La cantante recogió el premio en una ceremonia celebrada en Fitur. El álbum Malú superó la marca de la cantante al debutar en la segunda posición en la lista española de los discos más vendidos y vendió más de 100 000 copias, logrando el disco de platino en España. En el mes de mayo arrancó una intensa gira con más de sesenta conciertos repartidos durante año y medio. El 26 de junio del mismo año, Alejandro Fernández ofreció un concierto en el Palacio de Congresos de Madrid y tuvo a Malú como artista invitada, con la que cantó a dúo la canción «Contigo aprendí». A finales de ese año, la artista también participó en el concierto televisado "Rocío... siempre", homenaje a Rocío Jurado, en el que interpretó junto a la chipionera la balada «Se nos rompió el amor».
En 2006, repitió experiencia con Graeme Pleeth y Mauri Stern para la producción de su sexto álbum de estudio, Desafío. En esta ocasión, la cantante se involucró de forma total en todos los procesos del disco, en el que apareció acreditada como coproductora. Aún siguiendo la estela del anterior álbum, el proyecto presentó un sonido más acústico y con menos adornos, y jugaba en determinadas pistas con el bolero o el tumbao caribeño. Fue grabado nuevamente en Madrid y Londres y se puso a la venta el 31 de octubre de 2006 con el tema «Si estoy loca» como primer sencillo. Alcanzó la segunda posición en la lista AFYVE entre los cien discos más vendidos, donde permaneció un total de cuarenta y cinco semanas, y despachó más de 160 000 unidades, por lo que obtuvo un doble disco de platino en España. El videoclip del primer sencillo fue grabado en Lérida y gracias a la grabación de este videoclip fue pionera en rodar en la ciudad catalana. Con el videoclip de su segundo sencillo «No voy a cambiar» se produce el vídeo más cómico de toda su carrera desde un punto muy positivo, contando con la colaboración del actor español Alejandro Tous. Debido a sus ventas, el sencillo obtuvo un disco de platino.

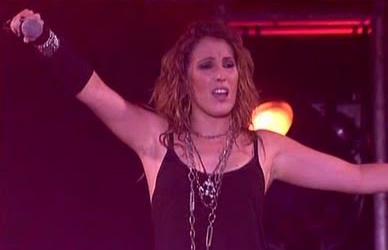
Malú en el Tour Desafío (2007)

En marzo de 2007 comenzó de gira con su Tour Desafío, uno de los más grandes de su carrera, después de llenar en Madrid y Barcelona. Tras esta gira, y con el propósito de celebrar una década en el mundo de la música, lanzó en noviembre del mismo año Gracias, su primer recopilatorio, que recibió un disco de oro. Este álbum incluye dieciséis canciones de trabajos anteriores y dos canciones no editadas anteriormente en sus discos, aunque no inéditas: «Contigo aprendí», extraído del disco México-Madrid: en directo y sin escalas del cantante mexicano Alejandro Fernández y «Pueblo blanco», proveniente del álbum Serrat, eres único 2, segundo volumen del homenaje que se rindió a Joan Manuel Serrat. Además, también recupera el concierto realizado en el Pabellón de Vistalegre (Córdoba) el 29 de septiembre de 2007, dentro de su Tour Desafío. A finales de año, grabó una de las canciones principales, «No sé como quererle», para la banda sonora del musical de Broadway Jesucristo Superstar, que contaba con nuevas letras.
Durante 2008, realizó una gira conjunta por algunas ciudades de Andalucía junto a David DeMaría para promocionar el Carnet Joven. En abril de este mismo año, Malú comenzó la gira del álbum Gracias por todo el país, aunque tuvo que ser parcialmente cancelada, debido a que en pleno concierto en Badalona se le reventó la vesícula y tuvo que ser operada de urgencia. Tras la intervención, tuvo que estar varios meses alejada de los escenarios. A pesar de no obtener el alta médica, la cantante volvió antes de tiempo a los escenarios, y acabó la gira que se vio obligada a interrumpir.

### 2009-2011:ViveyGuerra fría
Con veintisiete años de edad recién cumplidos, publicó Vive, su séptimo álbum de estudio en cuya producción musical se reflejó la superación del incidente de salud vivido. El trabajo discográfico salió a la venta el 17 de marzo de 2009, presentaba once canciones inéditas y contó con la producción de Mauri Stern y la propia Malú. Fue grabado en Madrid, en Los Ángeles y en Nashville. Como un guiño a los años 50, la cantante adoptó la estética pin up en el arte del diseño. El primer sencillo del disco fue «A esto le llamas amor», cuyo videoclip fue dirigido por Javier Guerrero, se grabó en una pista de hielo y contó con la participación del presentador Christian Gálvez. Pocos meses después del lanzamiento de Vive, el tema «Nadie» se convirtió en el segundo sencillo. Seguidamente, se promocionaron los temas «Cómo te olvido», dueto con Jerry Rivera, y «Qué más te da». En su primera semana en el mercado, Vive alcanzó la posición número dos en la lista oficial de los discos más vendidos en España; se mantuvo cuarenta y una semanas en ella y despachó más de 80 000 copias, lo que le valió un disco de platino. Además de la edición estándar, el 21 de julio del mismo año, se editó una tirada limitada en colaboración con la revista Yo Dona en formato libro, que destinó parte de los beneficios a la Fundación Apascovi.
En 2010, preparó su octavo álbum de estudio Guerra fría junto al productor mexicano Armando Ávila, que destacó por su estilo más pop rock en su sonido y una perspectiva más positiva en sus letras. Supuso el primer trabajo discográfico en el que la cantante se involucraba en la composición de las canciones; firmó cuatro de las piezas, tres de ellas junto a Melendi y una con David Santisteban. Producido en México, el disco salió a la venta el 12 de octubre de 2010. Se colocó en su primera semana en el número uno en la lista de ventas: era la primera vez que un álbum de la artista alcanzaba dicha posición. Guerra fría logró situarse noventa y cinco semanas en la lista oficial de ventas, despachó más de 160 000 unidades y consiguió el doble disco de platino. El primer sencillo, «Blanco y negro», también obtuvo el certificado de platino en ventas y fue elegido como tema oficial de la telenovela venezolana ¡Válgame Dios! de la cadena Venevisión. En la grabación del videoclip del segundo sencillo, «Ni un segundo», participaron dos tronistas del programa Mujeres y hombres y viceversa de la cadena Telecinco, seleccionados a través de una encuesta popular. «Ahora tú», elegido como tercer sencillo, formó parte de la telenovela mexicana Amores verdaderos de la cadena Televisa como uno de los temas principales donde Malú tuvo un cameo interpretándose a sí misma. El sencillo fue certificado disco de platino en México, así como disco de oro en España. 
El cuarto y último sencillo publicado fue «Quién». En 2011, el álbum obtuvo una nominación a los Premios Grammy Latinos al «mejor álbum vocal pop femenino» y la cantante logró el que sería su primer Premio 40 Principales en la categoría «mejor canción nacional» por su tema «Blanco y negro».
El 15 de noviembre de 2011, edita Íntima guerra fría, su segundo álbum en directo compuesto por un concierto acústico de ocho temas que realizó en La Casona-Arteria en Ciudad de México, el tema inédito «El día de antes» escrito por ella junto a Vanesa Martín y siete temas de Guerra fría en sus maquetas originales, tal como se concibieron antes de grabarlas definitivamente en estudio. También era la primera vez que se publicaba en formato físico la canción «Y ahora vete». Además, se incluyó un DVD con el concierto acústico en México dirigido por Rubén Martín y una entrevista en profundidad. Finalizando el año, Malú acompañó en el Liceo de Barcelona a Tony Bennett cantando juntos el tema «The way you look tonight», durante la 58.ª edición de los Premios Ondas.

### 2012-2014:DualySí
En julio de 2012, Sony publicó el segundo recopilatorio de la cantante, Esencial, un doble CD donde se incluyen consagrados éxitos de su trayectoria como «Aprendiz», «No voy a cambiar», «Blanco y negro» o «Diles». En noviembre, se lanzó Dual, un disco recopilatorio de casi todos sus duetos hasta el momento, más seis temas inéditos cantados también a dúo con otros artistas. Uno de ellos, «Solo el amor nos salvará» dueto con Aleks Syntek, como carta de presentación de este trabajo. El tema supuso para la cantante su segunda nominación a los Grammy Latinos, en la categoría «mejor canción del año». En este disco se recogen dúos con: Alejandro Sanz, Rocío Jurado, Pastora Soler, Melendi, entre otros. El sencillo «Vuelvo a verte» con Pablo Alborán fue certificado disco de platino por Promusicae y gracias a él consiguió el que sería hasta ese momento su segundo Premio 40 Principales en la categoría «mejor canción nacional» en el año 2013.
El doble álbum se mantuvo ochenta y tres semanas en la lista de ventas, superó las 60 000 copias vendidas y obtuvo un disco de platino.

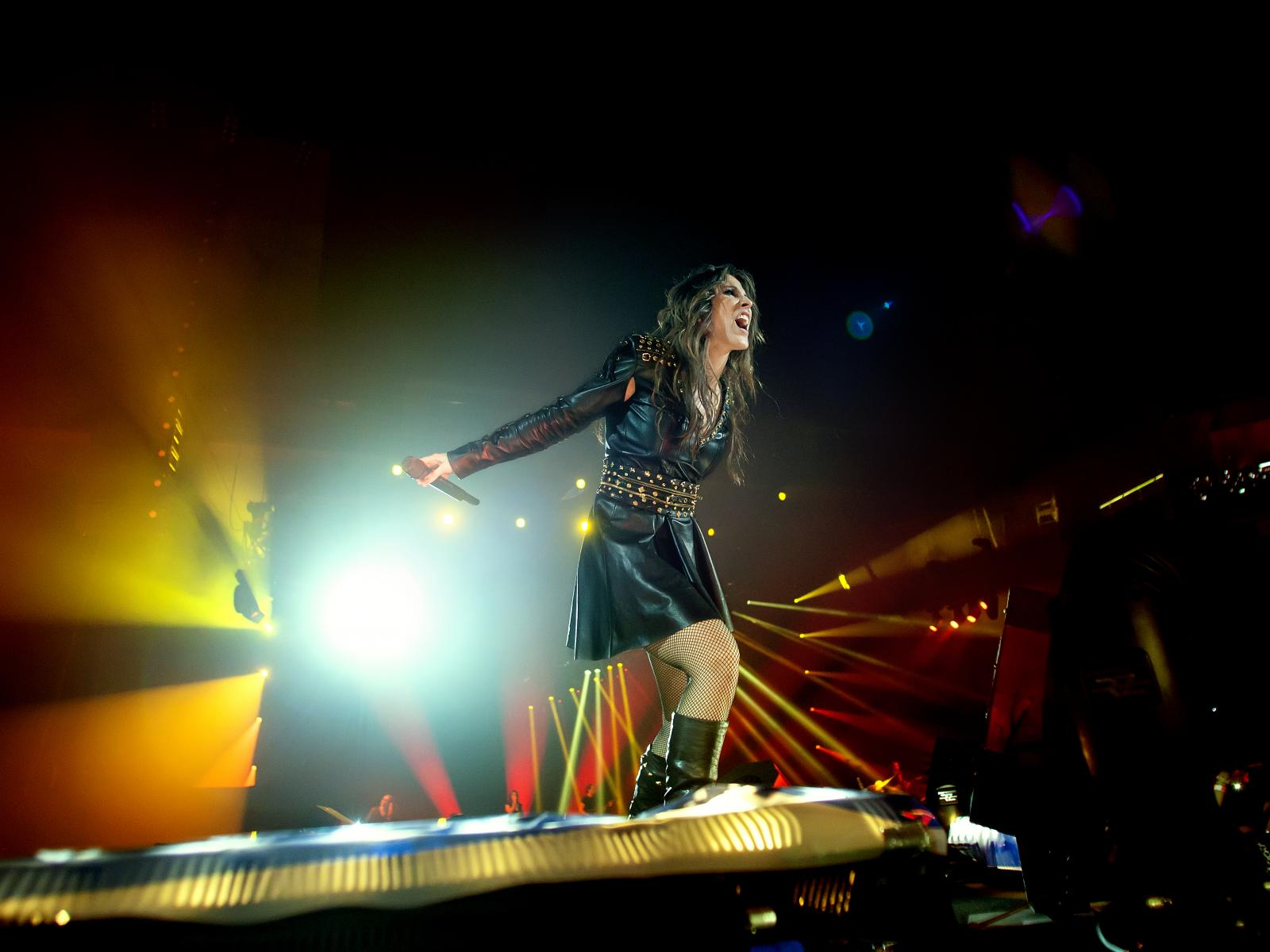
Malú durante un concierto del Tour Sí

A principios del año 2013, empezó a trabajar en su noveno álbum de estudio, Sí, en el que volvió a colaborar en la dirección musical con Armando Ávila. Compuesto en su mayor parte por baladas de desamor, del proyecto se desprendió «A prueba de ti» como sencillo de presentación. Alcanzó la tercera posición del Top 50 Canciones de Promusicae y fue certificado disco de platino por sus ventas. El álbum Sí salió a la venta el 15 de octubre de 2013, se colocó en el número uno en las listas de ventas durante dos semanas consecutivas y consiguió el disco de oro en la primera. El 2 de noviembre de 2013, arrancó en Valencia el Tour Sí. Seis días después, ofreció un concierto en el Palacio de Deportes de la Comunidad de Madrid, el cual se grabó poniéndose a la venta el 21 de enero de 2014 tanto de manera individual como acompañando al disco Sí en una edición especial. Malú en directo: Tour Sí fue el DVD más vendido en España a lo largo de más de diez semanas. A finales de año, se confirmó que «Me fui» sería el segundo sencillo del álbum estrenándose el videoclip en los meses posteriores. El 4 de enero de 2014, «A prueba de ti» se convirtió en número uno en la lista de los 40 Principales; fue la primera canción del año 2014 en conseguirlo.
En el mes de febrero de 2014, Sí recuperó el número uno de la lista de ventas oficial en España, cuatro meses después de su publicación. En agosto, se confirmó a «Deshazte de mí» como tercer sencillo del álbum, que contó con un videoclip donde se muestran imágenes del directo ofrecido en Madrid el 8 de noviembre en el Palacio de Deportes. Dicho sencillo consiguió la certificación de disco de oro por sus ventas. El 22 de octubre, Promusicae certificó a Sí con triple disco platino tras mantenerse cincuenta y tres semanas entre los quince discos más vendidos de España y superar las cien semanas en total. Logró vender más de 120 000 unidades. La noche del 25 de noviembre, recibió en el Teatro Liceo de Barcelona el Premio Ondas a «mejor artista del año» y la certificación por el triple disco de platino alcanzado.
El 22 de noviembre, tras finalizar el Tour Sí en el Barclaycard Center de Madrid, antiguo Palacio de Deportes, Malú se convirtió en la primera artista femenina en conseguir llenar hasta en cuatro ocasiones el Palacio de los Deportes de la Comunidad de Madrid y en dos ocasiones el Palau Sant Jordi de Barcelona en una misma gira; de este modo logró a casi 100 000 personas en tan solo seis conciertos. El día 7 de diciembre, concedió un último concierto en el Teatro Liceo de Barcelona, que formó parte de la Gira LKXA. Días después, tuvo lugar en el Barclaycard Center de Madrid la novena edición de los Premios 40 Principales, en la que Malú optaba a cuatro galardones. La intérprete madrileña fue la artista más galardonada de la edición al alzarse con los premios a «mejor artista o grupo nacional», «mejor festival, gira o concierto en España» y «mejor canción nacional».
Bajo el título de Grandes éxitos se lanzó el cuarto recopilatorio de su carrera, originariamente como parte de la promoción de la cantante en Argentina. El recopilatorio cuenta con doce sencillos reconocidos dentro de su discografía. Además, con motivo de aniversario por los diecisiete años de Malú en los escenarios, el 25 de noviembre de 2014 salió a la venta Todo Malú. Se trata de una caja recopilatoria que incluye casi toda su discografía hasta el momento (exceptuando álbumes como Por una vez o Gracias) y el DVD de su directo Malú en directo: Tour Sí.

### 2015-2016:Caos
El 28 de febrero de 2015, Malú recibió la Medalla de Andalucía, un importante galardón con el que la Junta de Andalucía reconocía la trayectoria artística de la cantante madrileña. Además, días después con motivo del 25.º Aniversario de Cadena Dial, recibió un premio especial dedicado a su larga trayectoria. En septiembre del mismo año, publicó el primer adelanto de su nuevo trabajo discográfico: «Quiero». Sin embargo, su décimo álbum de estudio completo no vería la luz hasta el 27 de noviembre. Caos incluye doce temas inéditos cargados de fuerza y optimismo. Malú participó en la composición de varias de las canciones y también contó con la aportación de su hermano José de Lucía, quien compuso los temas «Mi mundo en el aire» y «Me despido», esta última coescrita con ella. Una semana después de su lanzamiento, fue número uno en la lista de ventas española y en enero de 2016 se alzó con el doble disco de platino tras superar las 80 000 copias vendidas.
La cantante protagonizó el programa especial de Nochebuena de 2015, "Malú 360º", emitido en Televisión Española. En él, además de escuchar grandes éxitos de la cantante y temas de su último trabajo discográfico Caos, interpretados junto a artistas como Mónica Naranjo, Miguel Poveda o Ana Torroja, se contó con una innovación tecnológica en la televisión española mediante grabación de 360 grados que permitía elegir la perspectiva del visionado de forma interactiva. A principios de 2016, Spotify anunció que era la artista más escuchada en España, por delante de artistas internacionales como Rihanna o Beyonce.

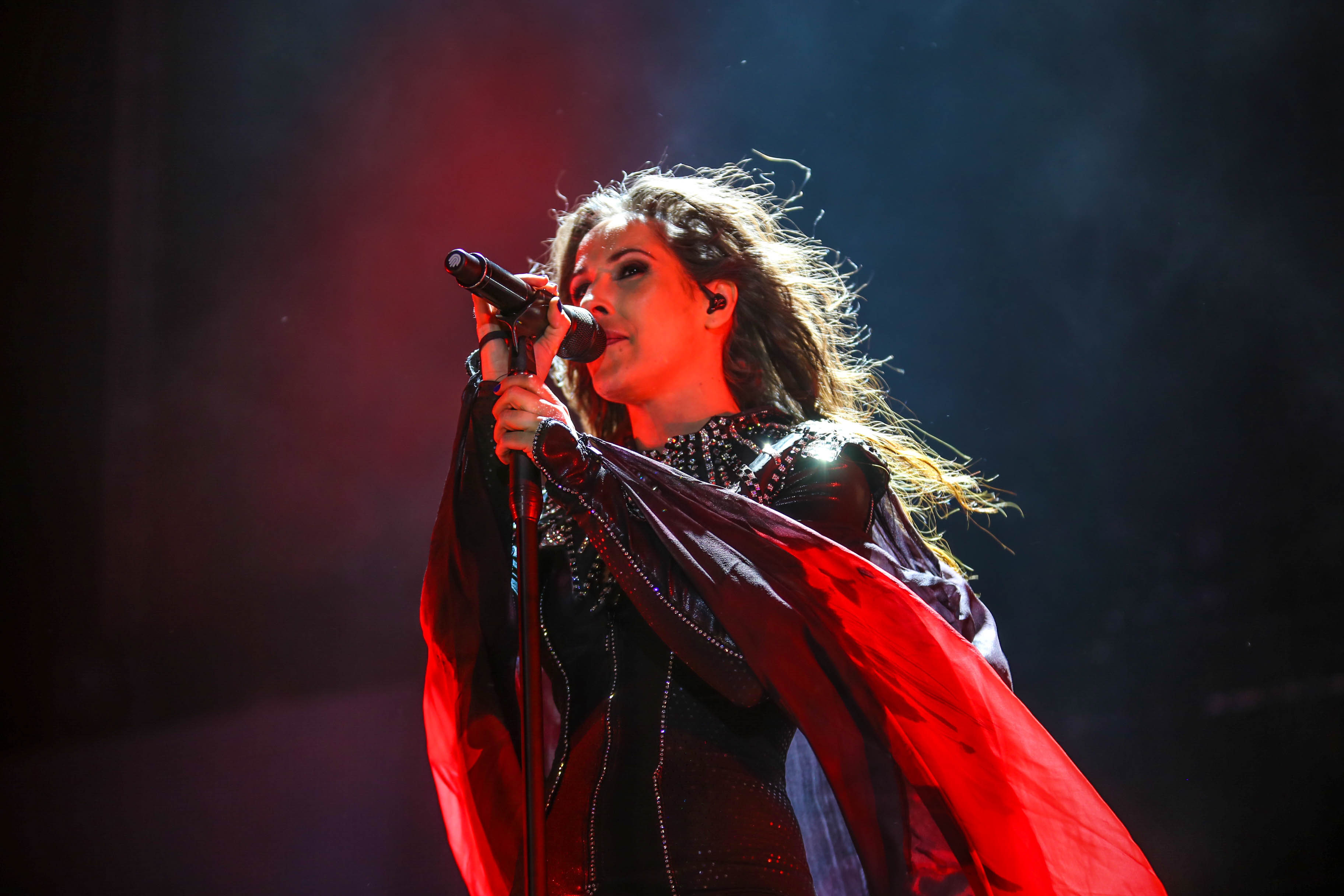
Malú durante un concierto en Valladolid (2016)

La gira oficial de presentación Tour Caos dio comienzo el 22 de abril de 2016 en Ciudad de México dentro del Starlite Festival. En España, fue inaugurada oficialmente el 22 de abril en el Pabellón Multiusos de Salamanca, y recorrió las principales ciudades del país como Madrid, Barcelona, Albacete, Valencia y Valladolid. Con esta gira volvería a repetir el logro de ser la única artista en vender todas las entradas hasta en cuatro ocasiones en el Palacio de los Deportes de Madrid.
El 2 de diciembre de 2016, salió a la venta la película documental Malú, ni un paso atrás; un DVD+CD donde se muestra la evolución de la cantante en el plano personal y profesional desde sus inicios. Respecto al CD, se trata del quinto recopilatorio de la artista. El álbum se inicia con la pieza instrumental Ni un paso atrás, base de la banda sonora del documental al que acompaña bajo el mismo título. El resto de las trece canciones se encuentran entre las más conocidas dentro del repertorio de la cantante, como «A esto le llamas amor», «Blanco y negro», «Diles» o «Ahora tú».En su lanzamiento al mercado, ocupó el primer puesto de los DVD más vendidos y alcanzó el disco de oro con más de 20 000 copias despachadas en España. El DVD cuenta con diversas entrevistas a conocidos cantantes, entre ellos Alejandro Sanz, Pastora Soler o Mónica Naranjo. La película documental recibiría once nominaciones a los premios Goya de 2017, entre ellas a «mejor dirección», «mejor sonido» o «mejor película documental».

### 2017-2020:Oxígeno
En septiembre de 2017, como anticipo a su siguiente proyecto musical, lanzó el sencillo «Invisible» compuesto por ella misma y reinventándose con nuevos sonidos. El videoclip del tema fue rodado en Buenos Aires y dirigido por Rubén Martín. En diciembre, Promusicae certificó el sencillo como disco de oro por más de 40 000 copias vendidas. Iniciado 2018, publica dos adelantos más: «Ciudad del papel» y «Contradicción», donde experimenta con sonidos étnicos. Este último sencillo obtuvo un disco de oro y su correspondiente vídeo musical, firmado también por Rubén Martín, se grabó íntegramente en La Rioja gracias a un acuerdo entre La Rioja Turismo y Sony Music orientado a promocionar turísticamente la localidad.
Su undécimo álbum de estudio, Oxígeno, finalmente es editado el 21 de septiembre de 2018, un año después del lanzamiento del primer sencillo. Dos meses después de «Contradicción», se presentó «Llueve alegría», dueto compartido junto a Alejandro Sanz. El tema rinde homenaje a su tío Paco de Lucía. Y como ella afirmó: «quién mejor que Alejandro Sanz para cantar conmigo esta canción tan especial para los dos». A últimos de año, se estrenó «Desprevenida», quinto y último sencillo. Su videoclip es una producción que llama a disfrutar de la libertad y diversidad de cada persona.
Oxígeno alcanzó el primer puesto en la lista oficial de los discos más vendidos de Promusicae, donde permaneció cuarenta y dos semanas, y recibió el disco de platino al superar las 40 000 copias vendidas. Su correspondiente gira, Tour Oxígeno, arrancó el 9 de diciembre de 2018. Consiguió reunir a 30 000 personas en dos noches consecutivas en el WiZink Center de Madrid, y contó con fechas en ciudades como Barcelona, Málaga o Murcia. El Tour Oxígeno finalizó en enero de 2019, tras anunciar la cancelación de las primeras fechas confirmadas entre marzo y septiembre del mismo año. Dicha cancelación fue provocada por la operación que debió afrontar la artista por la rotura de ligamentos sufrida en los ensayos del tour en octubre. Fue operada en dos ocasiones, y eso retrasó su regreso a los escenarios.
Tras más de un año de descanso, estrena en plataformas digitales una nueva versión de «Cantaré» el 5 de marzo de 2020, versión que interpretó junto a diez de sus fanes para apoyar la iniciativa #GirlsGetEqual de la ONG Plan International. Todos sus beneficios fueron donados a "Plan International" para trabajar por la igualdad de las niñas y jóvenes en todo el mundo. El 25 de marzo del mismo año, se escucha por primera vez en la radio su nueva canción, «Tejiendo alas», concretamente en Cadena Dial, estrenándose oficialmente cuatro días después. Como fruto de la ilusión y de las sensaciones de su próxima maternidad, la canción está dedicada a la bebé que iba a tener con el excandidato de Ciudadanos a la Presidencia del Gobierno, Albert Rivera.

### 2021-2022:Mil batallas
En mayo de 2021, Malú presentó junto a Melendi la rueda de prensa de los XXV Premios Dial. Posteriormente, anunció el sencillo «Secreto a voces», que salió a la venta el 2 de junio del mismo año, como anticipo a su siguiente proyecto. Unos días antes, la canción se convirtió en tendencia en las redes sociales con su estreno en exclusiva en Cadena Dial. Su siguiente tema, «Mil batallas», que daría nombre al disco, muestra en su video musical a una Malú con ganas de luchar y seguir adelante, utilizando sus manos manchadas de pintura negra para dibujar en su piel “heridas de guerra”. Estos dos sencillos debutaron en el primer y segundo puesto de las canciones más vendidas en Itunes, respectivamente.
En septiembre, Cadena 100 anunció su participación en el concierto solidario Por Ellas en el Palacio de Deportes  para luchar contra el cáncer de mamá, tras la confirmación de Vanesa Martín. Las entradas del concierto se agotaron a las dos horas de ponerse a la venta. También se confirmó la presencia de la intérprete en los Premios Cadena Dial 2021, que fueron entregados en Santa Cruz de Tenerife, siendo ella una de las premiadas. En la gala, recibió emocionada su decimoquinta condecoración Dial. A través de sus redes sociales, anunció el lanzamiento de su siguiente sencillo, «Se busca», cuyo video musical cuenta con la participación del modelo Beltrán Lozano, primo del Rey Felipe VI.
| Es la batalla entre las dos Malús. La tímida y vergonzosa, la que no quería llamar la atención pero se expuso a entrevistas, escenarios, platós, y acabó dejando paso a la otra Malú. Durante mucho tiempo solo ha existido esa Malú, la dominante, y la otra estaba escondidita. —Malú describiendo Mil batallas como una batalla con ella misma. |

El duodécimo álbum de estudio de Malú, Mil batallas, salió al mercado el 22 de octubre de 2021. Compuesto de doce temas, fue producido en Madrid y Nashville, y contó con un único dueto junto al cantautor mexicano Mario Domm. En la semana de su lanzamiento, alcanzó el número uno en la lista de Promusicae como el disco más vendido en España. Se posicionó treinta y cinco semanas en dicha lista, obtuvo el disco de oro al vender más de 20 000 unidades y fue uno de los discos más vendidos del año 2021, ocupando concretamente la cuadragésima posición. Además, Mil batallas fue seleccionado como uno de los cuarenta mejores discos del año por la redacción de Los 40. En su aparición televisiva como invitada en el programa El Hormiguero, se dieron a conocer las primeras fechas de su próxima gira Mil Batallas Tour. De este modo se confirmó su presencia para el próximo año en escenarios como el Palau Sant Jordi de Barcelona, el Estadio Ciudad de Valencia, o su regreso al WiZink Center de Madrid, entre otros.
La revista MujerHoy concedió un premio a la cantante por su «trayectoria artística» en su duodécima edición. Recibió el premio honorífico en una gala celebrada en el hotel Rosewood Villa Magna de Madrid, el día 30 de noviembre. El 24 de febrero de 2022, Malú recibió dos candidaturas a los Premios Odeón 2022 en las categorías «artista Odeón pop» y «mejor álbum pop» por Mil batallas.

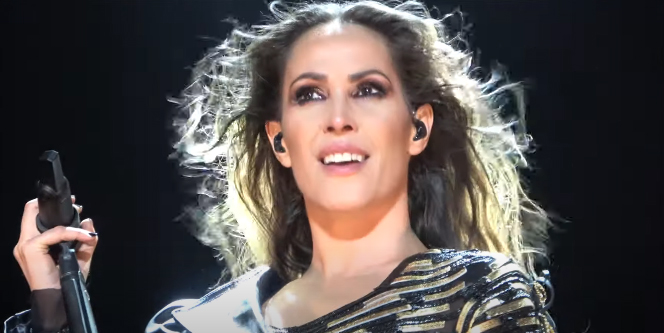
Malú durante Mil Batallas Tour, en Madrid (2022)

Finalmente, el Mil Batallas Tour dio el pistoletazo de salida el 12 de mayo en el WiZink Center de Madrid ante más de 12 000 personas, continuando por ciudades como Granada, Murcia, Sevilla, Valencia o Palma de Mallorca. Su único concierto gratuito, celebrado el 21 de junio, se enmarcó dentro de las fiestas populares de Torrejón de Ardoz. El Ayuntamiento despachó las 15 000 entradas disponibles hasta completar el aforo del recinto. El 11 de septiembre de 2022, Malú fue nombrada nueva embajadora de Algeciras. Con una gran conexión con la ciudad desde su niñez, la artista siempre declaró ser una enamorada de sus rincones, especialmente de la playa de El Rinconcillo. El 26 de septiembre, se le hizo entrega del reconocimiento en una ceremonia celebrada en el Ayuntamiento de la localidad gaditana. El 12 de noviembre, finalizó la primera etapa del Mil Batallas Tour en Fuerteventura, con un total de más veinte conciertos celebrados. No obstante, la gira no se vio exenta de percances causados por la reprogramación de fechas y cancelaciones por incumplimiento contractual del promotor local o problemas de salud de la cantante.

### 2023-presente:A todo sí
A principios de 2023, se anunció el cambio de promotora de conciertos de Malú, así como las primeras fechas de la segunda etapa del Mil Batallas Tour de cara al verano del presente año, en una selección de fechas exclusivas. En junio del mismo año, participó en el concierto de Alejandro Sanz celebrado en el WiZink Center, donde interpretaron a dúo el tema «Desde cuándo». La revista Elle otorgó a la artista el premio «icono musical y lifestyle». Malú recibió el galardón en la VIII Edición de los ELLE Gourmet Awards, de la mano del actor cubano Rubén Cortada. Asimismo, la revista Yo Dona se sumó otorgándole el premio a la «mejor trayectoria» en noviembre. En el mismo mes, actuó en la gala homenaje de los Premios Grammy Latinos 2023 dedicada a la cantante Laura Pausini, donde interpretó «La soledad» junto a otros artistas.
Con cuarenta y un años, Malú ideó la realización de su decimotercer álbum de estudio, A todo sí, con el objetivo de celebrar veinticinco años en el mundo de la música. Puesto a la venta el 8 de diciembre de 2023, el disco incluye nuevas versiones producidas desde cero en estudio de algunos de los temas más representativos de su carrera, en duetos con Melendi, Manuel Carrasco, Vanesa Martín o Abraham Mateo, entre otros nombres. Cada artista invitado seleccionó el tema de la artista que deseaba interpretar y el productor musical con el que prefería trabajar. Compuesta especialmente para ella por Pablo Alborán, se presentó «Ausente» como carta de presentación del disco, siendo la única canción inédita e interpretada en solitario. Le sucedieron «Diles», proveniente de su álbum homónimo y que supuso su primera colaboración con Ana Mena, y «Enamorada» a ritmo de salsa con la gaditana Niña Pastori. Posteriormente, se estrenó «Ahora tú», coincidiendo con el lanzamiento del álbum. Recuperado de Guerra fría y acompañado de su correspondiente videoclip, cuenta con la participación de Luis Fonsi. Como quinto sencillo, fue elegido «El apagón», en una nueva versión a dúo con Melendi. En su primera semana a la venta, A todo sí encabezó la lista oficial de los discos más vendidos en España y se posicionó en ella un total de dieciocho semanas. Si bien se puso a la venta en diciembre, logró situarse como uno de los discos más vendidos de la lista anual de 2023. Además, el trabajo discográfico le valió su decimosexto Premio Dial.
Para conmemorar el aniversario con el público, anunció el A Todo Sí Tour - 25 años de Aprendiz, una gira compuesta por más de cuarenta conciertos con una primera etapa en recintos más íntimos como teatros, auditorios y palacios de congresos, donde no actuaba desde el Tour Sí en 2014. El 10 de febrero de 2024, la gira se inició en Roquetas de Mar. Llegó a anunciarse en Madrid una cuarta fecha, tras colgar el cartel de entradas agotadas consecutivamente en los tres eventos anteriores. Una segunda etapa de la gira abarca recintos más grandes como estadios y pabellones, y finalizó en España el 18 de diciembre de 2024 en el WiZink Center, lo que la convierte en la artista nacional e internacional que más veces ha actuado en dicho escenario hasta el momento. A principios de 2025 continuará su gira con diversos conciertos por Latinoamérica, concretamente en Chile y Argentina.

## Otros proyectos
En febrero de 2012, junto con Melendi, Rosario Flores y David Bisbal, participó como jurado en la La Voz, un talent show musical de Telecinco basado en el formato neerlandés The Voice. Durante 2013, se confirmó que formaría parte de la segunda edición del programa, siendo una de los cuatro miembros del jurado junto a David Bisbal, Rosario Flores y Antonio Orozco. Días después, se anunció también su presencia en la primera edición de La Voz Kids, esta vez con Rosario Flores y David Bisbal. Malú consiguió ganar ambas ediciones; la segunda edición de La Voz con su talent David Barrull y la primera edición de La Voz Kids con su talent María Parrado. Tras ser jurado de la primera edición de Mask Singer: adivina quién canta en 2021, a partir del año siguiente volvería a participar en nuevas ediciones de La Voz como coach, al lado de artistas como Pablo Alborán , Alejandro Sanz o Luis Fonsi.
Además de su faceta televisiva, la intérprete es reconocida por ser una gran patrocinadora de marcas. Firmó a finales de 2013 como nueva imagen de Swarovski, marca que le acompañó durante toda la gira del Tour Sí y de la que fue embajadora en 2015. En 2014, fue contratada por L'Oréal, en una campaña que englobó inauguración de tiendas, diversos anuncios comerciales e incluso un reality de belleza transmitido en la web de la marca. Entre otras firmas con las que ha colaborado, se encuentran MAM Originals, diseñando su propia colección de relojes, Danone o Fluchos. Además, ha presentado en el mercado dos líneas de fragancias: Live Love Music y Glam Rock, editadas por Puig.

## Vida personal
Tras el divorcio de sus padres cuando tenía trece años de edad, su madre Pepi Benítez se encargó de su cuidado. Guarda una estrecha relación con su hermano José Manuel, cinco años mayor que ella, quien además de formar parte de su banda musical como guitarrista desde el comienzo de su carrera, ha participado como compositor en algunos de sus trabajos discográficos.
Reservada en cuanto a su vida sentimental, siempre se ha caracterizado por su discreción. Pese a ello, diversos medios de comunicación la han atribuido relaciones sentimentales no confirmadas. Mantuvo un noviazgo de tres años con Gonzalo Miró, hasta octubre de 2017. En el año siguiente, inició una relación amorosa con el expolítico Albert Rivera que se prolongaría durante cinco años, la cual capturó la atención mediática y durante la misma, anunció que se convertiría en madre por primera vez. El 6 de junio de 2020, su hija Lucía nació en el Hospital HM Puerta del Sur, en Madrid.
Malú ha manifestado padecer fotodermatosis, que deriva en la reacción alérgica de la piel con la exposición a los rayos solares. Aficionada a los tatuajes, cuenta con varios por todo su cuerpo, desde un texto árabe en el hombro a otros dibujos localizados en zonas como el pie o la espalda, e incluso una enredadera formada por corazones y cerezas en el tobillo. De diseño tribal, luce otro en una de sus manos. A través de las iniciales de sus nombres, refleja su amor por sus seres queridos, e incluso un tatuaje está dedicado al programa de televisión La Voz.

## Discografía
| Álbumes de estudio - 1998: Aprendiz - 1999: Cambiarás - 2001: Esta vez - 2003: Otra piel - 2005: Malú - 2006: Desafío - 2009: Vive - 2010: Guerra fría - 2013: Sí - 2015: Caos - 2018: Oxígeno - 2021: Mil batallas - 2023: A todo sí | Álbumes en directo - 2004: Por una vez - 2011: Íntima guerra fría Álbumes recopilatorios - 2007: Gracias - 2012: Esencial - 2012: Dual - 2014: Grandes éxitos - 2016: Ni un paso atrás |

## Giras musicales
- 1998-1999: Gira Aprendiz
- 2000: Gira Cambiarás
- 2002: Gira Esta vez
- 2003: Gira Otra piel
- 2004: Gira Por una vez
- 2005-2006: Gira Malú 2005
- 2007: Tour Desafío
- 2007-2008: Tour Gracias
- 2009-2010: Tour Vive
- 2011-2012: Tour Guerra Fría
- 2013: Gira Dual
- 2013-2014: Tour Sí
- 2016-2018: Tour Caos
- 2018-2019: Oxígeno Tour
- 2022-2023: Mil Batallas Tour
- 2024-2025: A Todo Sí Tour

## Filmografía

### Película/Concierto
- 2004: Malú en Directo: Por Una Vez (Gira)
- 2013: Malú en Directo: Tour Sí (Gira)
- 2016: Ni un paso atrás (Documental)

### Series
| Año         | Serie                        | Personaje  | Notas       |
| ----------- | ---------------------------- | ---------- | ----------- |
| 1998        | Médico de familia            | Ella misma | 1 episodio  |
| 2002        | Al salir de clase            | Ella misma | 1 episodio  |
| 2007        | Manolo y Benito Corporeision | Ella misma | 1 episodio  |
| 2007 - 2009 | Yo soy Bea                   | Ella misma | 5 episodios |
| 2012        | Amores verdaderos            | Ella misma | 3 episodios |
| 2014        | Dreamland                    | Ella misma | 1 episodio  |

### Programas

#### Como fija
| Año                                | Programa                         | Notas  |
| ---------------------------------- | -------------------------------- | ------ |
| 2012 - 2017; 2021; 2023 - presente | La Voz                           | Coach  |
| 2014                               | La Voz Kids                      | Coach  |
| 2020                               | Mask Singer: adivina quién canta | Jurado |
| 2023                               | La Voz All Stars                 | Coach  |

#### Coach de La Voz, La Voz Kids y La Voz All Stars
| Edición          | Año         | Cadena    | Finalista      | Posición |
| ---------------- | ----------- | --------- | -------------- | -------- |
| La Voz 1         | 2012        | Telecinco | Pau Piqué      | Cuarta   |
| La Voz 2         | 2013        | Telecinco | David Barrull  | Ganadora |
| La Voz Kids 1    | 2014        | Telecinco | María Parrado  | Ganadora |
| La Voz 3         | 2015        | Telecinco | Joaquín Garlí  | Cuarta   |
| La Voz 4         | 2016        | Telecinco | Irene Caruncho | Ganadora |
| La Voz 5         | 2017        | Telecinco | Samuel Cuenda  | Tercera  |
| La Voz 8         | 2021        | Antena 3  | —              | Cuarta   |
| La Voz 10        | 2023        | Antena 3  | —              | Cuarta   |
| La Voz All Stars | 2023 - 2024 | Antena 3  | Diana Larios   | Segunda  |
| La Voz 11        | 2024        | Antena 3  | —              | Cuarta   |

#### Como invitada
| Año         | Programa                           | Visitas          |
| ----------- | ---------------------------------- | ---------------- |
| 1998        | Extra Rosa                         | 2 programas      |
| 1998        | Club Disney                        | 1 programa       |
| 1998 - 1999 | Séptimo de caballería              | 2 programas      |
| 1999        | Risas y estrellas                  | 1 programa       |
| 1999 - 2000 | Noche de fiesta                    | 2 programas      |
| 1999 - 2001 | Música sí                          | 6 programas      |
| 2001        | El flotador                        | 1 programa       |
| 2001        | Crónicas marcianas                 | 1 programa       |
| 2001        | Tiempo al tiempo                   | 1 programa       |
| 2002        | Sabor a ti                         | 1 programa       |
| 2002        | Todos con la copla                 | 1 programa       |
| 2002        | Verano noche                       | 1 programa       |
| 2003        | Esta es mi historia                | 1 programa       |
| 2003        | El verano ya llegó                 | 1 programa       |
| 2004 - 2005 | Música 1                           | 6 programas      |
| 2005        | Lo + plus                          | 1 programa       |
| 2005        | El verano de tu vida               | 1 programa       |
| 2005        | OT 2005                            | 1 programa       |
| 2005 - 2009 | El club                            | 3 programas      |
| 2005 - 2010 | Luar                               | 2 programas      |
| 2006        | El intermedio                      | 1 programa       |
| 2006 - 2007 | Territorio comanche                | 2 programas      |
| 2007        | Lluvia de estrellas                | 1 programa       |
| 2007        | Acompáñenos                        | 1 programa       |
| 2007        | No disparen al pianista            | 1 programa       |
| 2008        | Hijos de Babel                     | 1 programa       |
| 2009 - 2023 | El hormiguero                      | 13 programas     |
| 2010        | Quiero cantar                      | 1 programa       |
| 2011        | El diario                          | 1 programa       |
| 2011        | Buenafuente                        | 1 programa       |
| 2012 - 2014 | Hay una cosa que te quiero decir   | 3 programas      |
| 2013        | Divendres                          | 1 programa       |
| 2013 - 2018 | Menuda Noche                       | Varios programas |
| 2014        | La voz México                      | 1 programa       |
| 2015        | El show portátil de Mónica Naranjo | No emitido en TV |
| 2016        | ¡Qué tiempo tan feliz!             | 1 programa       |
| 2016 - 2017 | Mi casa es la tuya                 | 2 programas      |
| 2017        | Dani&Flo                           | 2 programas      |
| 2018        | OT 2018                            | 1 programa       |
| 2018        | Àrtic                              | 1 programa       |
| 2018        | Masterchef Junior                  | 1 programa       |
| 2020        | Nochebuena con Pablo Alborán       | 1 programa       |
| 2021        | Ana Torroja. Un año más            | 1 programa       |
| 2022        | La resistencia                     | 1 programa       |
| 2022        | Las tres puertas                   | 1 programa       |
| 2023        | Acoustic Home                      | 1 programa       |
| 2023        | Viajando con Chester               | 1 programa       |